# 12485 Jenniferharris
12485 Jenniferharris este un asteroid din centura principală de asteroizi.

## Descriere
12485 Jenniferharris este un asteroid din centura principală de asteroizi. A fost descoperit pe 7 aprilie 1997 la Haleakala în cadrul programului NEAT. Asteroidul prezintă o orbită caracterizată de o semiaxă mare de 2,43 ua, o excentricitate de 0,19 și o înclinație de 2,0° în raport cu ecliptica.